# AEK Athènes
Pour les articles homonymes, voir AEK.
 (26 octobre 2023).
L'AEK Athènes (en grec : Αθλητική Ένωσις Κωνσταντινουπόλεως ; Athlitiki Enosis Konstantinoupoleos) est un club omnisports grec basé à Athènes. Son nom signifie Union athlétique de Constantinople.

## Historique
Le club a été fondé en avril 1924 par des réfugiés Grecs d'Asie Mineure. En effet, à la suite de la guerre gréco-turque de 1921-1922, les Turcs expulsent massivement les Grecs de leur territoire. L'épisode le plus marquant de la guerre est l'incendie de Smyrne. Attribuée à la Grèce après la Première Guerre mondiale, en raison de son peuplement hellénophone, la ville est occupée par l’armée grecque à partir du 15 mai 1919. L’effondrement militaire de cette dernière en 1922 provoque la chute de Smyrne, devant les forces de Atatürk le 9 septembre 1922.
En 1924, Des réfugiés de  l'ex-Empire byzantin, décidèrent de créer un club sous l'appellation d'Union Sportive Constantinople. Leur rêve et leur espoir était de changer les rancœurs en un athlétisme grec et au football plus précisément. En 2004, l'AEK fêta ses fondateurs et ses 80 ans d'histoire. Ces derniers pourraient être fier des objectifs atteints.
L'AEK avait pour idée de préserver la culture héritée de l'empire byzantin.
L'Union Athlétique de Constantinople affiche en effet à son palmarès 27 titres : 11 championnats, 13 coupes nationales grecques, 2 Super Coupe de Grèce, 1 Coupe de Ligue. En Europe, le club représente fièrement les couleurs grecques. D'ailleurs, l'AEK est le premier club grec à avoir atteint les 8e de finale de la Coupe des Clubs Champions. En 1976 - 77, l'AEK atteint également les demi-finales de la Coupe UEFA.
Le club connaît aussi le succès dans d'autres sports. Personne à Athènes n'a oublié la conquête de la coupe Saporta (basket-ball) en 1968. Ce fut le premier titre européen de l'ère moderne (tout sport confondu) à revenir à des Grecs.
Cependant, et c'est le plus important, l'AEK n'a pas à se vanter uniquement de ses exploits sportifs. Son histoire est distincte et la différencie des autres groupes sportifs helléniques. L'AEK représente la "prosfygja'", les patries perdues, la fierté des Grecs chassés d'Asie et de Smyrne. L'AEK est fière de ses origines. Elle les honore aussi et les transporte partout via son emblème inspiré de l'Empire byzantin. L'aigle bicéphale contemple à l'est et à l'ouest et ses couleurs noire et jaune rappellent l'Empire perdu. L'histoire de ce club à part est donc indissociable de l'histoire politique grecque…

## Sections
- athlétisme
- basket-ball : Voir article AEK Athènes (basket-ball)
- boxe
- cyclisme
- Échecs
- escrime
- football : Voir article AEK Athènes FC
- handball : Voir article AEK Athènes (handball)
- volley-ball